# Eurypus rubens
Eurypus rubens es una especie de coleóptero de la familia Mycteridae.

## Distribución geográfica
Habita en Brasil.